# GWK Travelex

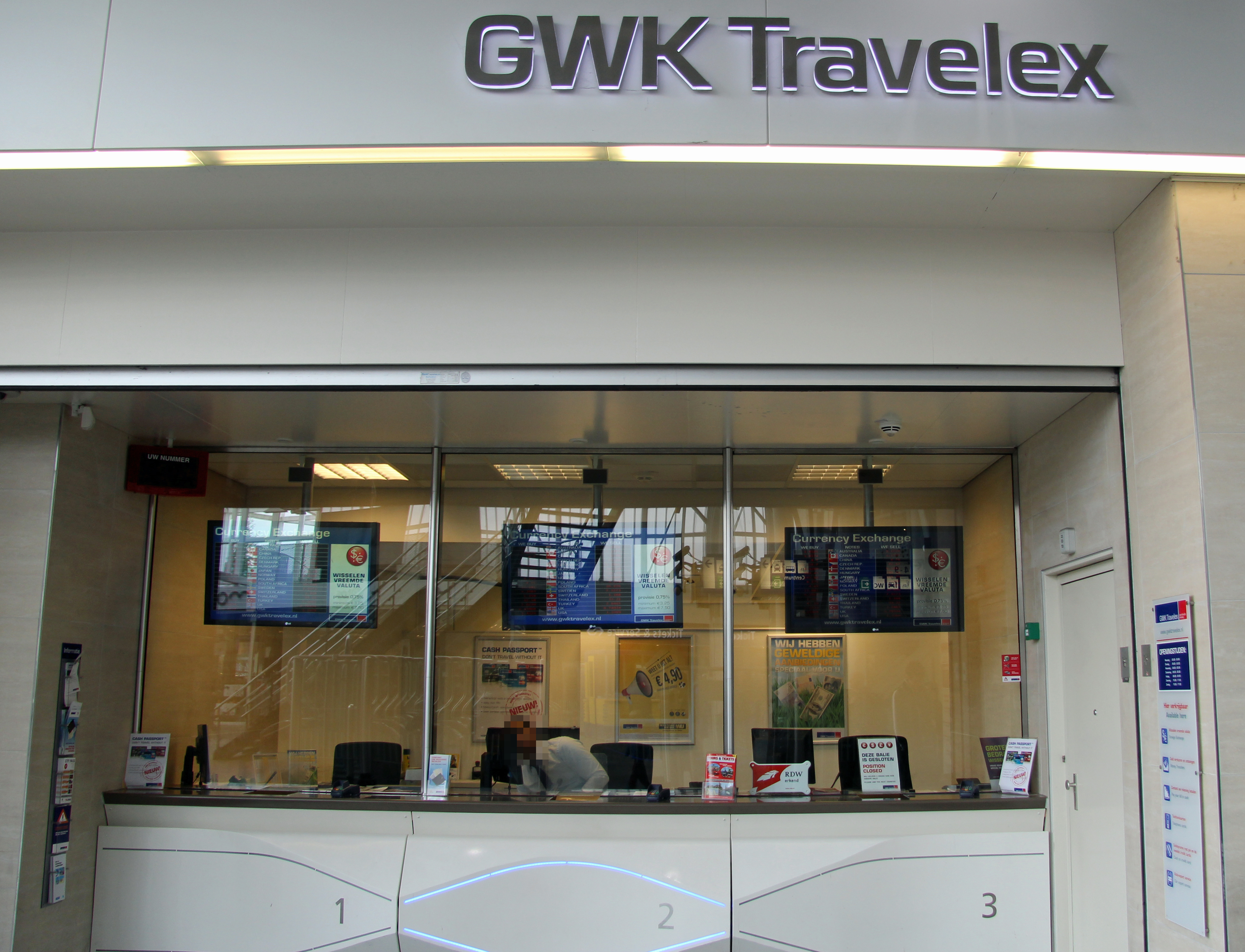
Loketten van GWK Travelex in station Leiden Centraal (2013)

GWK Travelex (voorheen De Grenswisselkantoren N.V. of kortweg GWK) is een van oorsprong Nederlandse, nu Britse financiële instelling gespecialiseerd in de groothandel en retailverkoop van vreemde valuta en betalingen. De kantoren van GWK Travelex zijn onder meer te vinden op de grotere treinstations, Schiphol, Rotterdam Airport en Eindhoven Airport waar men vreemd geld kan wisselen of online kan bestellen, rekeningen contant kan betalen (onder andere spoedbetalingen naar veel grote bedrijven en stortingen naar een Nederlandse bankrekening), geld kan versturen naar het buitenland (via Western Union). Bij alle filialen zijn ook pinautomaten te vinden.
Het eerste kantoor van De Grenswisselkantoren N.V. werd op 1 juli 1927 door H.W.Th. (Henk) Evers (*1903) geopend op het eerste perron van het station Zevenaar.. De locatie Zevenaar werd gekozen vanwege de spoorweg-grensovergang daar met Duitsland. In 1935 vestigde zijn jongere broer J.G.M. (Jan) Evers (1904-1971) een tweede kantoor op het station te Roosendaal, hét spoorwegknooppunt voor vervoer naar België. Bij het uitbreken van de Tweede Wereldoorlog waren er nog vier kantoren bijgekomen, waarvan het kantoor Hoek van Holland een privéonderneming van Jan Evers zou blijven tot na de oorlog. Tijdens de oorlog moesten de eerste twee jaar alle activiteiten worden gestaakt. Geld kunnen wisselen was echter in het Europa van voor de euro voor zowel de bezetter als voor de bevolking van groot belang en het bankwezen was daar niet echt op ingericht. Na toestemming van de deels onder Duits bestuur gestelde Nederlandsche Bank konden de wisselactiviteiten circa 1942 onder streng toezicht worden voortgezet. 
Na de oorlog en het herstel van grensverkeer en valutavrijdom nam het bedrijf De Grenswisselkantoren N.V. een grote vlucht. In de jaren 1950 hebben de heren Evers een derde man aangetrokken in de persoon van drs. H.B.D. (Hub) Donkers. Het land werd verdeeld in drie rayons, onder drie gelijkberechtigde directeuren/eigenaren, met een hoofdkantoor in Amsterdam. In 1962 waren er in totaal 68 kantoren, waarvan de meeste langs de landsgrenzen waren gelegen, van Sluis via Vaals naar Nieuweschans. Ook kwamen er kantoren langs enkele belangrijke vaarverbindingen, zoals Klein Ternaaijen langs het Kanaal Luik-Maastricht en Smeermaas langs het Kanaal van Briegden (beide bij Maastricht) en Hansweert, langs het Kanaal door Zuid-Beveland. Daarnaast in grote zeehavens, zoals Vlissingen en op enkele grote spoorwegstations, onder meer te Arnhem, Amsterdam Centraal, Den Haag Centraal, Utrecht Centraal, Eindhoven en Maastricht. In 1957 openden De Grenswisselkantoren een filiaal op de kortstondige helihaven op de Griend in Maastricht, met een helikopterverbinding van de Belgische maatschappij SABENA naar Brussel. De verbreding van belangrijke verkeerswegen naar van elkaar gescheiden autobanen noopte op een aantal grenslocaties tot aparte kantoren voor het uitgaand- en binnenkomend verkeer. De bouw en inrichting van het merendeel van deze kantoren lag in handen van Jan Evers, die jarenlang werkte met de architect H.P. Gremmen (1916-1983) uit Roosendaal.

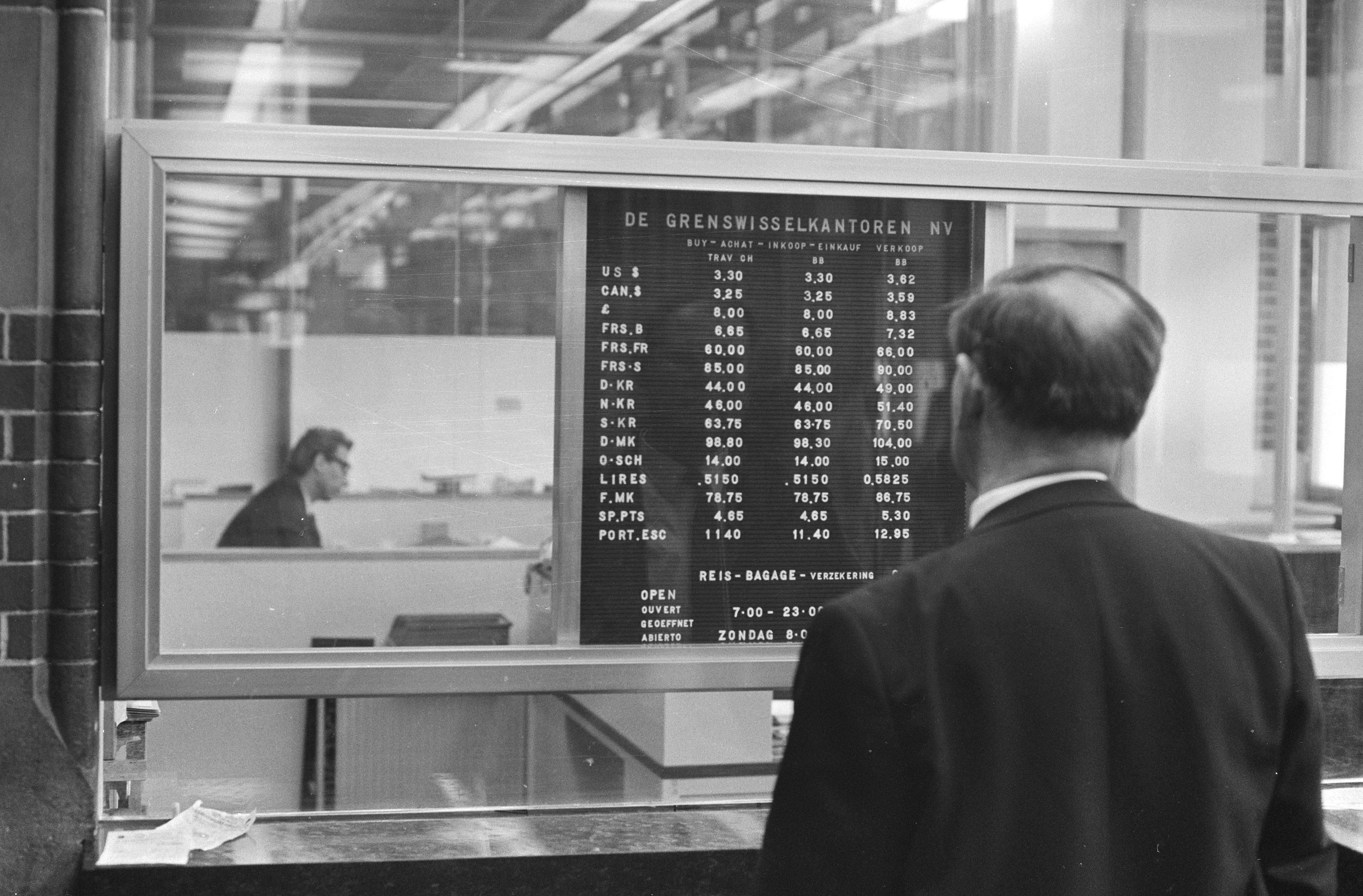
Een grenswisselkantoor in 1971

In 1971 werden De Grenswisselkantoren N.V. verkocht aan een consortium van drie firma's: de Nederlandse Spoorwegen, de Bank Vlaer & Kol (later: ABN/AMRO) en de verzekeraar AMEV (later: Fortis). In later jaren kwam het bedrijf onder wisselende namen in bezit van MeesPierson en Fortis. In 2004 werd de onderneming (nu: GWK Bank) voor 17,5 miljoen euro overgenomen door het internationale bedrijf Travelex, de grootste onderneming in wisselkantoren ter wereld. GWK Travelex heeft ongeveer 50 vestigingen in Nederland. Wereldwijd heeft Travelex meer dan 1400 kantoren.